# NGC 6768
NGC 6768 ist eine elliptische Galaxie vom Hubble-Typ E4 im Sternbild Südliche Krone am Südsternhimmel. Sie ist rund 249 Millionen Lichtjahre von der Milchstraße entfernt.
Das Objekt wurde am 4. August 1834 von dem britischen Astronomen John Herschel entdeckt.